# John Serson
John Serson (overleden in 1744) was een Engelse zeekapitein die bekend is gebleven om zijn uitvinding van een "spiegeltol". Dit was een vroege poging een kunstmatige horizon te gebruiken in de scheepvaart. Het was de bedoeling dat dit toestel, bestaande uit een spiegelplaat, bevestigd op een draaitol, in een horizontaal vlak zou blijven ondanks de bewegingen van het schip. Het apparaat kan worden gezien als een voorloper van de gyroscoop die wordt gebruikt in moderne traagheidsnavigatie, hoewel het zelf geen gyroscoop was. 
Helaas leed zijn schip, de HMS Victory, in 1744 schipbreuk: Serson kwam om het leven en het apparaat ging met hem verloren. Pas in 2009 werd het wrak door een bergingsbedrijf gelokaliseerd.